# Shaolin vs. Wu-Tang
Pour les articles homonymes, voir Shaolin et Wudang.
Albums de Raekwon
Wu-Massacre
(2010) Fly International Luxurious Art
(2015)
Singles
1. Butter Knives
Sortie : 8 décembre 2010
2. Shaolin vs. Wu-Tang
Sortie : 11 janvier 2011

Shaolin vs. Wu-Tang est le cinquième album studio de Raekwon, sorti le 7 mars 2011.
L'album s'est classé 2e du Top Independent Albums et du Top Rap Albums, 3e du Top R&B/Hip-Hop Albums, 11e du Top Digital Albums et 12e du Billboard 200.

## Origine du projet
Après la sortie de 8 Diagrams du Wu-Tang Clan, certains membres du groupe voulaient sortir un album sans RZA auquel ils reprochaient ses choix artistiques. Shaolin Vs. Wu-Tang devait à l'origine être cet album du groupe, sans RZA. Raekwon révèle ensuite que le projet sera finalement un album solo, qui ne contiendra aucune contribution de RZA. Dans une interview pour le magazine Vibe, Raekwon a déclaré « RZA n'a pas besoin d'être sur chaque album. J'ai voulu donner leur chance à d'autres producteurs. Il n'y a aucun beef. » D'autres membres du groupe sont cependant présents : Method Man, Ghostface Killah, Inspectah Deck et GZA.

## Liste des titres
| No  | Titre                                                                                | Contient un (des) sample(s) de                                                        | Durée |
| --- | ------------------------------------------------------------------------------------ | ------------------------------------------------------------------------------------- | ----- |
| 1.  | Shaolin vs. Wu-Tang (Produit par Scram Jones)                                        |                                                                                       | 2:30  |
| 2.  | Every Soldier in the Hood (featuring Method Man – Produit par Erick Sermon)          |                                                                                       | 2:54  |
| 3.  | Silver Rings (featuring Ghostface Killah – Produit par Cilvaringz)                   | I'm Just a Rock 'N' Roller de Dalton & Dubarri As High as Wu-Tang Get du Wu-Tang Clan | 1:48  |
| 4.  | Chop Chop Ninja (featuring Inspectah Deck et Estelle – Produit par Bluerocks)        |                                                                                       | 4:24  |
| 5.  | Butter Knives (Produit par Bronze Nazareth)                                          |                                                                                       | 2:47  |
| 6.  | Snake Pond (Produit par Selasi)                                                      | Breakthrough d'Isaac Hayes                                                            | 2:29  |
| 7.  | Crane Style (featuring Busta Rhymes – Produit par Scram Jones)                       | Shaft in Africa de Johnny Pate                                                        | 1:55  |
| 8.  | Rock 'n Roll (featuring Ghostface Killah, Jim Jones et Kobe – Produit par DJ Khalil) |                                                                                       | 5:40  |
| 9.  | Rich & Black (featuring Nas – Produit par Sean C & LV)                               |                                                                                       | 3:35  |
| 10. | From the Hills (featuring Method Man et Raheem DeVaughn – Produit par Kenny Dope)    | Reunited du Wu-Tang Clan                                                              | 2:55  |
| 11. | Last Trip to Scotland (featuring Lloyd Banks – Produit par Scram Jones)              |                                                                                       | 2:42  |
| 12. | Ferry Boat Killaz (Produit par The Alchemist)                                        | Afflicted d'O. V. Wright I Comme Icare d'Ennio Morricone                              | 2:00  |
| 13. | Dart School (Produit par Mathematics)                                                | We the People Who Are Darker Than Blue de Curtis Mayfield                             | 2:28  |
| 14. | Molasses (featuring Rick Ross et Ghostface Killah – Produit par Xtreme)              | Trouble, Heartaches & Sadness d'Ann Peebles                                           | 4:13  |
| 15. | The Scroll (Produit par Evidence)                                                    | Apache de l'Incredible Bongo Band                                                     | 2:34  |
| 16. | Masters of Our Fate (featuring Black Thought – Produit par Tommy Nova)               | Man With a Harmonica d'Ennio Morricone                                                | 3:22  |
| 17. | Wu Chant (Outro) (Produit par Tommy Nova)                                            | The Ecstasy of Gold d'Ennio Morricone                                                 | 0:42  |

| 18. | Wu Crime (featuring GZA et Killah Priest – Produit par BT)  | 2:58 |
| 19. | Your World & My World (featuring Havoc – Produit par Havoc) | 4:23 |